# Melipotis ochreifascia
Melipotis ochreifascia är en fjärilsart som beskrevs av Augustus Radcliffe Grote 1875. Melipotis ochreifascia ingår i släktet Melipotis och familjen nattflyn. Inga underarter finns listade i Catalogue of Life.